# Негода В'ячеслав Андронович
В'ячеслав Андронович Негода (нар. 25 травня 1957, село Борщівка, Лановецький район, Тернопільська область) — український політик. Голова Тернопільської ОДА з 24 серпня 2024 року. Перший заступник Міністра регіонального розвитку, будівництва та житлово-комунального господарства України (з березня 2014 року). З 11 вересня 2019 до 24 січня 2023 року був заступником Міністра розвитку громад та територій України. Безпартійний.

## Освіта
1974—1980 — Київський інженерно-будівельний інститут, за спеціальністю архітектура.
1996—2000 — Львівський національний університет імені Івана Франка, за спеціальністю правознавство.
2017—2021 — Національна академія державного управління при Президентові України
Науковий ступінь - Доктор філософії (в галузі публічного управління та адміністрування).

## Трудова діяльність
- квітень 1980 — січень 1983 — архітектор, інженер-конструктор інженерно-будівельного відділу Всесоюзного проектно-конструкторського інституту, місто Тернопіль.
- січень 1983 — квітень 1990 — начальник конструкторського бюро Виробничого об'єднання «Ватра», місто Тернопіль.
- квітень 1990 — квітень 1998 — Тернопільський міський голова, депутат Тернопільської облради, член облвиконкому.
- травень 1998 — січень 2002 — перший заступник виконавчого директора Асоціації міст України.
- квітень 2000 — листопад 2006 — голова секретаріату Спілки лідерів місцевих та регіональних влад України, керівник секретаріату Української асоціації місцевих та регіональних влад.
- листопад 2006 — березень 2008 — завідувач секретаріату Комітету Верховної Ради України з питань державного будівництва, регіональної політики та місцевого самоврядування.
- березень 2008 — квітень 2010 — заступник Міністра регіонального розвитку та будівництва України[4][5].
- квітень — червень 2010 — перебував у відставці заступника Міністра.
- червень 2010 — січень 2011 — директор Департаменту регіональної політики та місцевого самоврядування Секретаріату Кабінету Міністрів України.
- січень 2011 — березень 2014 — перший заступник директора Департаменту забезпечення взаємодії з Верховною Радою України та регіонами, завідувач відділом експертизи і аналізу розвитку територій та виборчих прав Секретаріату Кабінету Міністрів України.
- березень 2014 — жовтень 2014 — перший заступник Міністра регіонального розвитку, будівництва та житлово-комунального господарства[6][7].
- жовтень 2014 — вересень 2015 — Заступник Міністра регіонального розвитку, будівництва та житлово-комунального господарства України — керівник апарату[8][9].
- вересень 2015 — вересень 2019 — Перший заступник Міністра регіонального розвитку, будівництва та житлово-комунального господарства України[10][11].
- вересень 2019 — 24 січня 2023[2] — Заступник Міністра розвитку громад та територій України.
- з березня 2023 — керівник Офісу Конгресу місцевих та регіональних влад України при Президентові України (на громадських засадах).
- вересень 2023 — Доцент кафедри регіональної політики Навчально-наукового інституту публічного управління та державної служби Київського національного університету імені Тараса Шевченка.
- 16 серпня 2024 року Кабінет Міністрів України погодив призначення В’ячеслава Негоди головою Тернопільської обласної державної адміністрації[12].
- 24 серпня указом Володимира Зеленського призначено головою Тернопільської ОДА[13].
- 26 серпня 2024 року В’ячеслав Негода приступив до виконання обов’язків голови Тернопільської обласної державної адміністрації. Заступник Керівника Офісу Президента України Олексій Кулеба офіційно представив нового очільника керівникам структурних підрозділів ТОВА, начальникам РВА, головам громад, представникам територіальних підрозділів центральних органів влади[14].

## Нагороди, почесні звання
- Орден «За заслуги» ІІІ ступеня, 1997;
- Грамота Президента України, 2000;
- Почесна грамота Кабінету Міністрів України, 2002;
- Почесна грамота Верховної Ради України, 2007;
- Почесна грамота Державної служби України, 2007;
- Заслужений архітектор України, 2009; Дійсний член Української Академії Архітектури;
- Нагорода Фонду розвитку місцевої демократії імені Єжи Регульського (FRDL MISTIA) Польща, 2022;
- Почесний професор Державного університету інтелектуальних технологій і зв'язку (ДУІТЗ), липень 2023